# He Ying
He Ying (Jilin, 17 de abril de 1977) é uma arqueira chinesa, medalhista olímpica.

## Carreira
He Ying representou seu país nos Jogos Olímpicos em 1996 a 2000, ganhando a medalha de prata por equipes em 2004 e no individual em 1996.